# Porta San Giorgio (Firenze)
La porta San Giorgio fa parte delle mura di Firenze e si trova nel quartiere di Oltrarno tra via San Leonardo e la costa San Giorgio. Da qui, lungo la via di Belvedere, parte il più lungo tratto visibile di mura cittadine superstiti.
La porta appare nell'elenco redatto nel 1901 dalla Direzione Generale delle Antichità e Belle Arti, quale edificio monumentale da considerare patrimonio artistico nazionale.

## Storia e descrizione
La porta fu costruita nel 1324 nell'ambito dei lavori all'ultima cerchia di mura, su progetto tradizionalmente attribuito ad Andrea Orcagna, col nome derivato dalla chiesa di San Giorgio, dalla quale prende il nome anche la "costa" cioè la strada collinare in salita. Nel periodo dell'assedio di Firenze del 1529 fu ribassata su consiglio di Michelangelo Buonarroti (allora responsabile delle fortificazioni cittadine) in modo da essere meno vulnerabile ai cannoneggiamenti. Sempre per adeguamenti motivati dalle innovazioni belliche, entrò nel 1590 a far parte del sistema difensivo del forte di Santa Maria in San Giorgio, oggi noto come Forte Belvedere. 
Lo stato attuale della porta è quello determinato a seguito dei lavori effettuati dal Comune di Firenze negli anni trenta del Novecento (1937), diretti dall'architetto Ezio Zalaffi, capo dell'Ufficio di Belle Arti, nell'ambito dei quali fu demolita la controporta bugnata cinquecentesca e gli edifici immdiatamente a ridosso della porta interna, e venne ampliata la luce della porta stessa demolendone l'arco interno. Ulteriori interventi di "riordinamento e consolidamento" sono documentati al 1956, con direzione dei lavori dell'architetto Umberto Fabbrini. Scomparsi dunque alcuni elementi dell'antica fortificazione, la fabbrica continua tuttavia a contribuire non poco al carattere antico del luogo, conferendo agli scorci che offre salendo dalla città per costa San Giorgio un indubbio fascino. 
Sul fronte esterno, a guardare verso via di San Leonardo, è un bassorilievo con San Giorgio e il drago, calco (1953) dell'originale di fine Trecento realizzato da Andrea Pisano e ora conservato a Palazzo Vecchio. Sotto la volta, sorretta da capitelli duecenteschi, è un affresco staccato di Bicci di Lorenzo (già reputato di Bernardo Daddi) raffigurante la Madonna in trono col Bambino tra i santi Leonardo e Giorgio (1430 circa), a suo tempo giudicato "la più bell'opera e la meglio conservata che esista di mano di questo assai buon maestro nei suoi tempi, giacché le altre pitture ch'ei fece sulle Porte di Firenze o sono state gettate a terra per dar luogo alle più moderne, o sono quasi venute meno". I santi sono legati alle chiese più vicine (San Giorgio alla Costa e San Leonardo) e sono scambiati nella sinopia sottostante, indice di un cambiamento di programma in corso d'opera.
Per quanto riguarda la storia conservativa di questa pittura murale è attestato un intervento di restauro nel 1939, sufficientemente documentato dal materiale conservato presso la Fototeca dei Musei Civici Fiorentini. Attualmente (nonostante le fotografie del 1974 sempre presenti nella fototeca citata lo mostrino in buone condizioni) si può dire che anche in questo caso la pittura sia "quasi venuta meno", per la notevole difficoltà di leggere le figure e valutare la loro qualità.

## Bibliografia

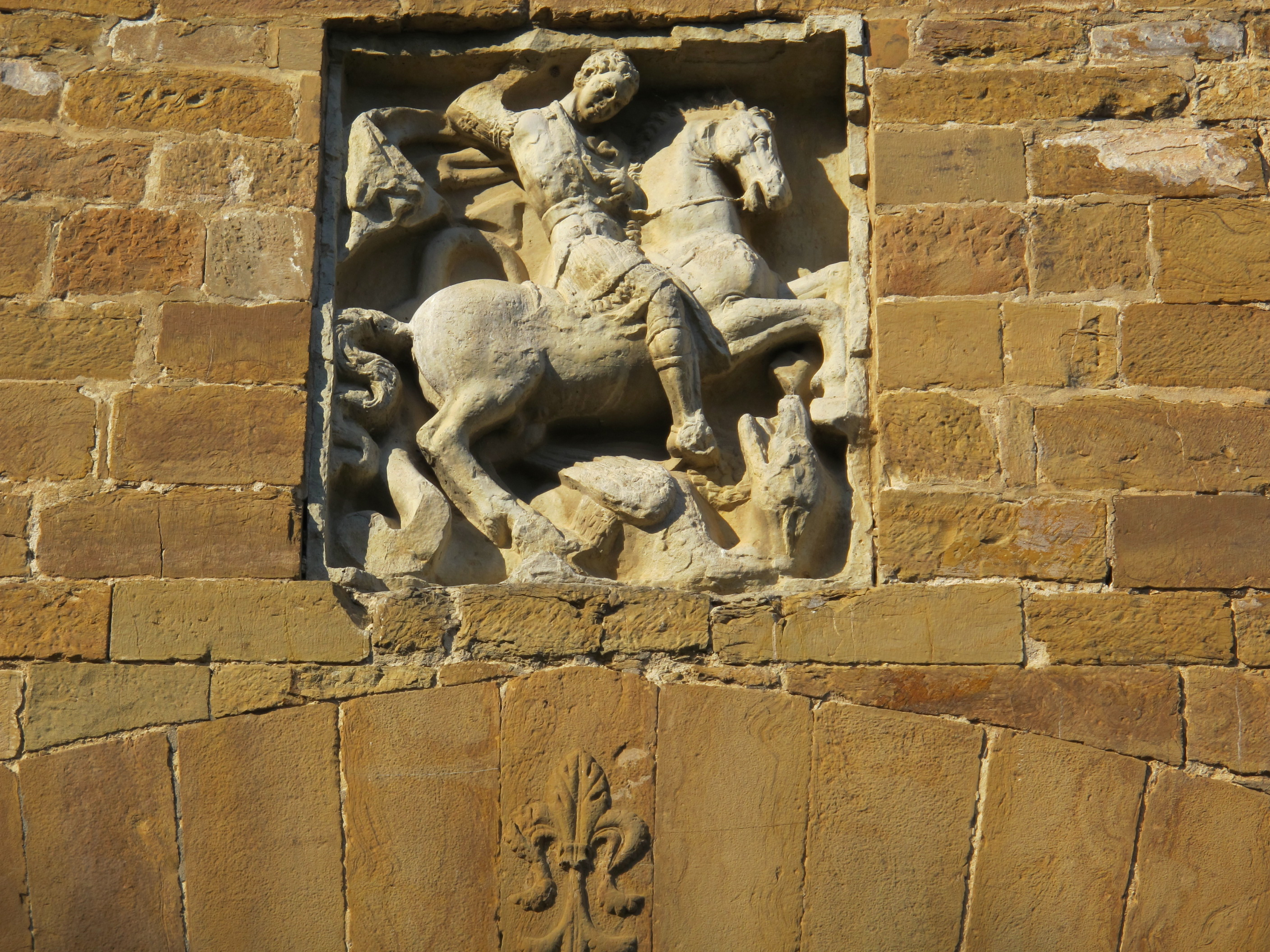
Il bassorilievo e il giglio fiorentino

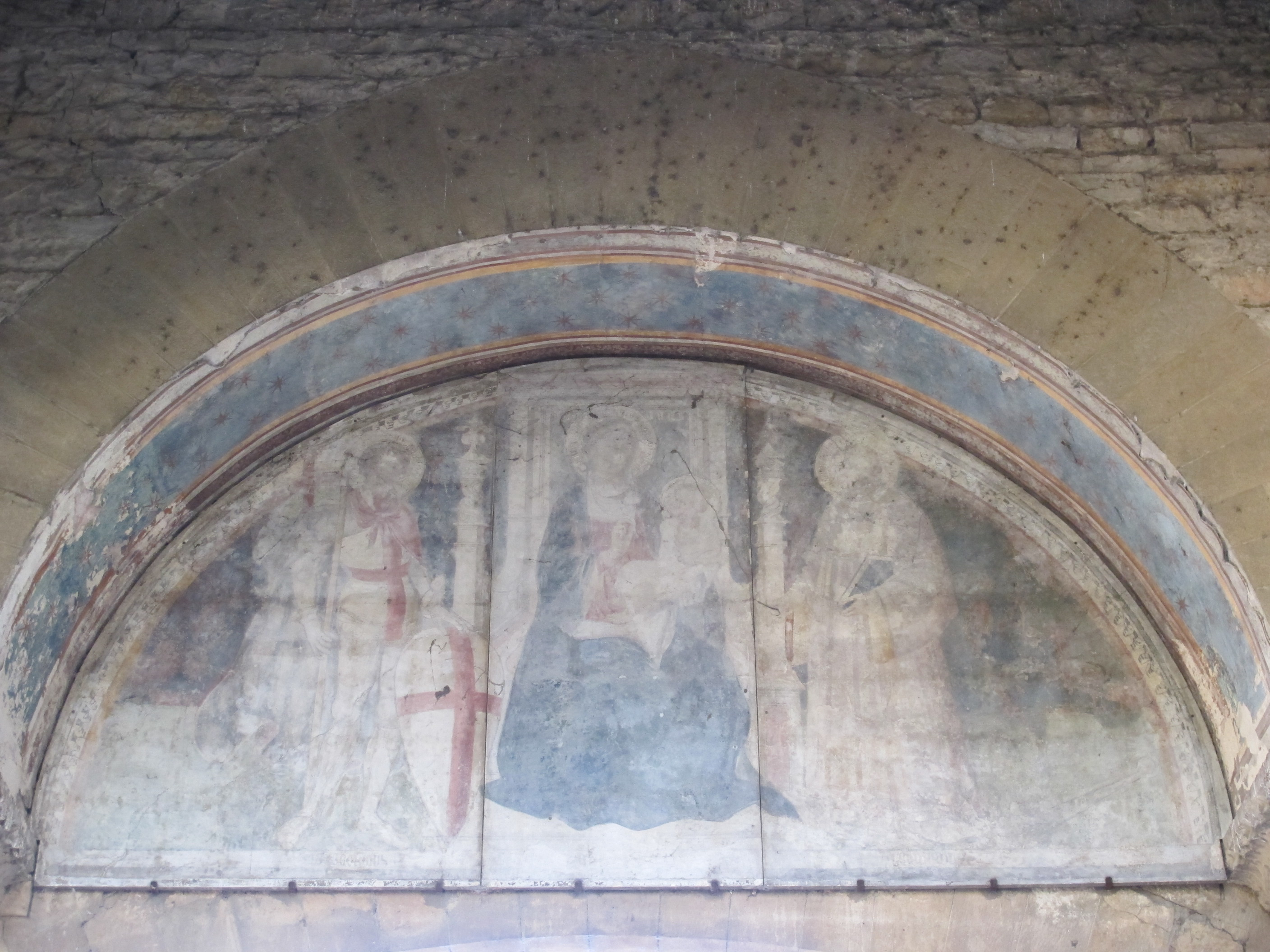
La lunetta interna